# Vatican Media
Vatican Media is de staatstelevisieomroep van Vaticaanstad. De omroep ressorteert onder de Romeinse Curie, het radiostation (Radio Vaticaan), de krant (L'Osservatore Romano) en online platform Vatican News een van de communicatiemiddelen van de Heilige Stoel.
De omroep werd in 1983 opgericht en is sinds 1996 een onderafdeling van de Curie. Hoofddoel van de omroep is bij te dragen aan de verkondiging van het Evangelie. Daarnaast stelt de omroep zich te doel de bezigheden van de paus te documenteren. De omroep verzorgt live-uitzending rond alle publieke optredens van de paus. Daarnaast zendt het station documentaires uit, voor zover die bijdragen aan de doelstellingen van het CTV.
Van 2013 tot 2018 was Dario Viganò directeur van de CTV. De Raad van Toezicht van de Vatican Media staat sinds 25 mei 2009 onder voorzitterschap van aartsbisschop Claudio Maria Celli.
Op 27 juni 2015 werd het Centrum voor de Vaticaanse Televisie geplaatst onder de jurisdictie van het Secretariaat voor Communicatie.